# Hammer Sogn (Næstved Kommune)
Hammer Sogn 
ist eine Kirchspielsgemeinde (dän.: Sogn)
auf der Insel Sjælland im südlichen Dänemark.
Bis 1970 gehörte sie zur Harde Hammer Herred im damaligen Præstø Amt, danach zur Fladså Kommune im Storstrøms Amt, die im Zuge der  Kommunalreform zum 1. Januar 2007 in der Næstved Kommune in der Region Sjælland aufgegangen ist.
Im Kirchspiel leben 1473 Einwohner (Stand: 1. Januar 2023).
Im Kirchspiel liegt die Kirche „Hammer Kirke“.
Nachbargemeinden sind im Nordwesten Vester Egesborg Sogn, im Norden Mogenstrup Sogn, im Nordosten Everdrup Sogn und im Osten Snesere Sogn, ferner in der südlich benachbarten Vordingborg Kommune Bårse Sogn, Lundby Sogn und Køng Sogn.